# Yolanda Ngarambe

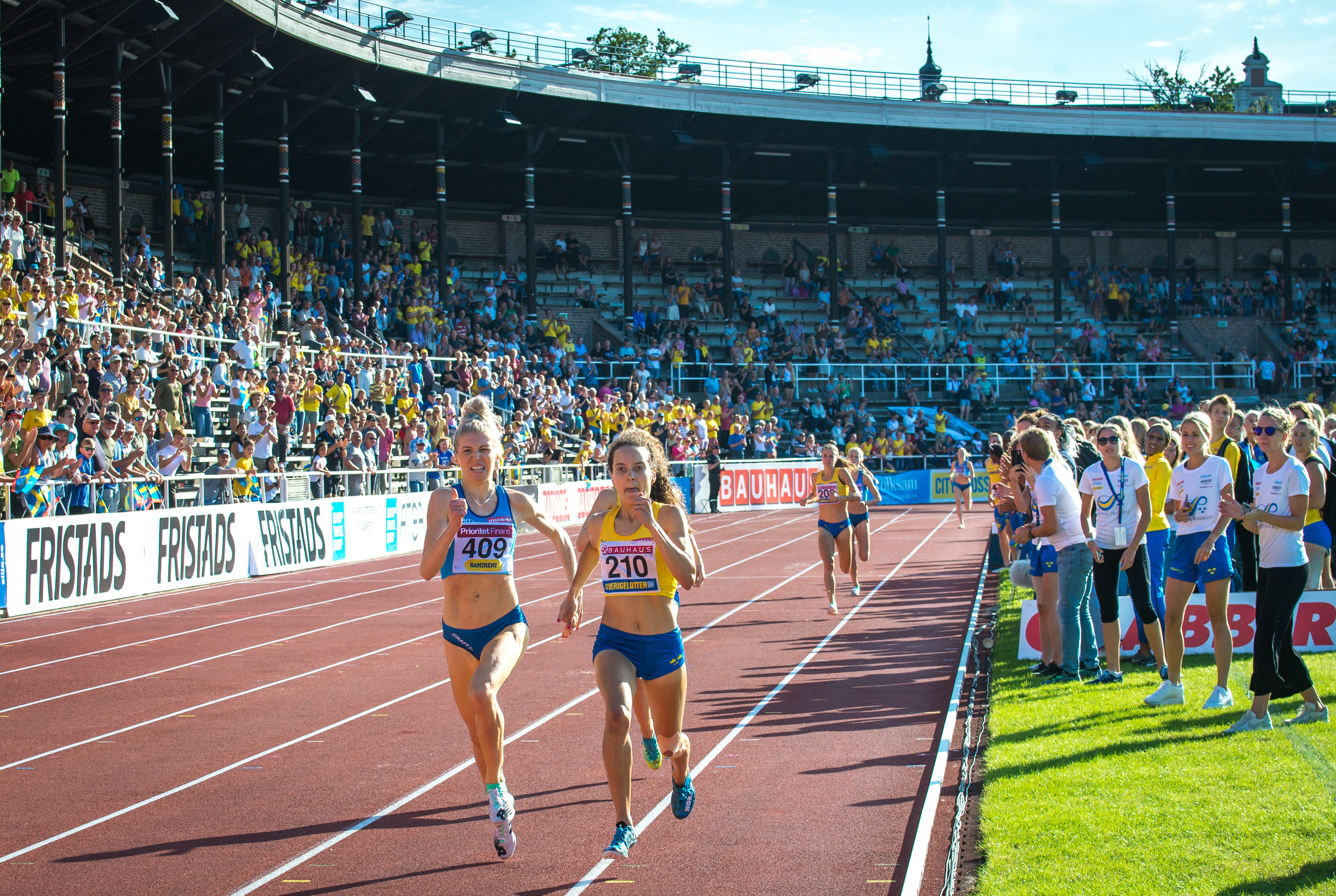
Yolanda Ngarambe vinner 800 meter på tiden 2.02,98 under Finnkampen på Stockholms stadion i augusti 2019.

Yolanda Ngarambe, född den 14 september 1991 i Märsta, är en svensk medel- och långdistanslöpare.
Yolanda Ngarambe har en finsk mor och en far från Uganda. Hon är syster till komikern och radioprataren Victor Linnér. Förutom svenska talar hon även finska.

## Karriär
Yolanda Ngarambe satte nytt svenskt rekord på en engelsk mil inomhus den 26 januari 2019. Under finnkampen 2019 tog hon en dubbelseger genom att vinna 1 500 meter på lördagen och sedan 800 meter på söndagen.
Ngarambe representerade Sverige på 3 000 meter vid lag-EM som hölls i polska Bydgoszcz i augusti 2019. Efter en stark spurt vann hon loppet på nytt personligt rekord, 9.07,67. Vid friidrotts-VM i Doha i oktober samma år tog sig Ngarambe på 1 500 meter vidare från försöken men slogs sedan ut i semifinalen trots nytt personbästa, 4.03,43.
I februari 2022 vid inomhus-SM tog Ngarambe guld på 1 500 meter och silver på 3 000 meter.

## Personliga rekord
| Utomhus - 400 meter – 57,86 (Westfield, Massachusetts, USA 9 maj 2014) - 800 meter – 2.01,32 (Stockholm, Sverige 2 juni 2024) - 1 000 meter – 2.42,15 (Göteborg, Sverige 5 september 2015) - 1 500 meter – 4.03,43 (Doha, Qatar 3 oktober 2019 - 1 engelsk mil – 4.29,10 (Stirling, Storbritannien 26 augusti 2023) - 3 000 meter – 9.05,18 (Nashville, USA 22 januari 2022) - 5 000 meter – 15.38,79 (Palo Alto, Kalifornien USA 2 maj 2019) - 5 km landsväg – 16.44 (Atlanta, Georgia, USA 24 november 2016) - 10 km landsväg – 34.50 (Atlanta, Georgia, USA 4 juli 2018) | Inomhus - 800 meter – 2.04,08 (Clemson, South Carolina USA 19 april 2019) - 1 000 meter – 2.50,08 (New York, New York, USA 1 februari 2013) - 1 500 meter – 4.06,10 (New York, New York 11 februari 2024) - 1 engelsk mil – 4.23, 68 (New York, New York 11 februari 2024) 0NR0 - 3 000 meter – 8.53,97 (Boston, Massachussetts 8 februari 2019) |